# Jorsale

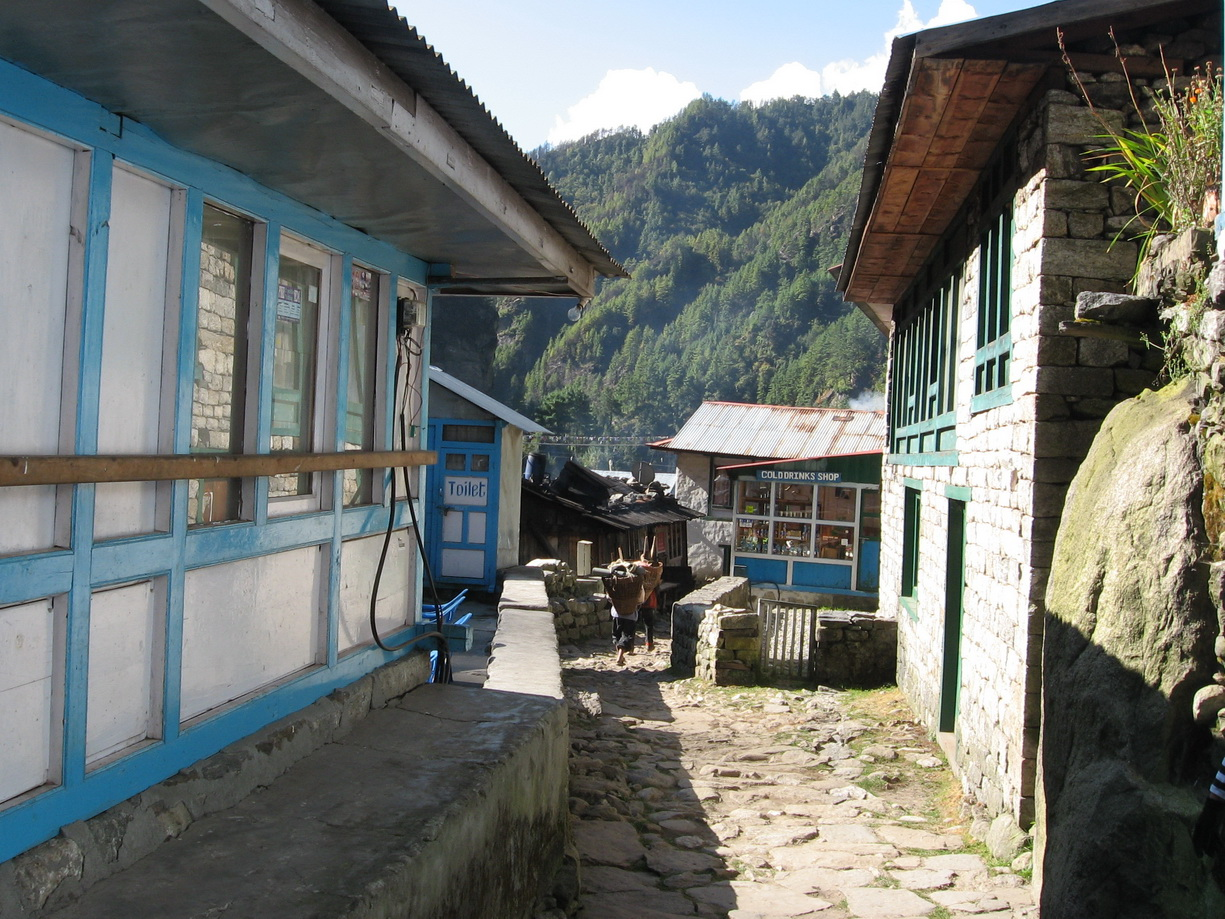
La calle principal de Jorsale

 Jorsale  es un pequeño pueblo en el Khumbu, distrito de Solukhumbu, en Nepal. Se encuentra al norte de Monjo y al sur de Namche Bazaar, en el margen derecho del río Duth Kosi, a una altitud de 2.740 m.
El sendero comienza en Lukla y Jorsale es el último pueblo antes de Namche Bazaar, la escala principal para los escaladores en su camino hacia el Everest en el Parque nacional de Sagarmatha, a través de los caminos que pasan por Gokyo y Tengboche.  El parque está clasificado por la UNESCO como Patrimonio de la Humanidad desde 1979.
La función principal del pueblo es apoyar la industria del turismo y, como tal, consiste en una serie de hoteles y una panadería.